# Hiroshi Nakajima
Pour les articles homonymes, voir Nakajima.
Hiroshi Nakajima (中嶋 宏, Nakajima Hiroshi), né le 16 mai 1928 à Chiba  et mort le 26 janvier 2013 à Poitiers (France), est un médecin japonais. Il a été directeur général de l'OMS de 1988 à 1998.